# Kymco People
Il Kymco People è uno scooter prodotto da Kymco dal 1998 al 2017. In alcuni mercati asiatici è stato venduto con la denominazione Kymco Looker.

## Storia
Disegnato da Massimo Zaniboni, il People è stato il primo scooter compatto a “ruote alte” della casa destinato soprattutto al mercato europeo. Venne presentato all’Intermot di Monaco nel 1998 e dai primi mesi del 1999 venne messo in vendita nei principali mercati europei.
È dotato di tre propulsori: un 2 tempi da 50 cm³ di cilindrata o di un 4 tempi da 125 cm³ e 150 cm³. Il sistema di raffreddamento è ad aria forzata e dispone di avviamento elettrico e kick starter.
I colori disponibili sono: nero, argento, antracite, blu, grigio, arancio e rosso.
Nel 2008 venne presentata la versione “Anniversary” per celebrare i dieci anni del modello.

## Kymco People 250

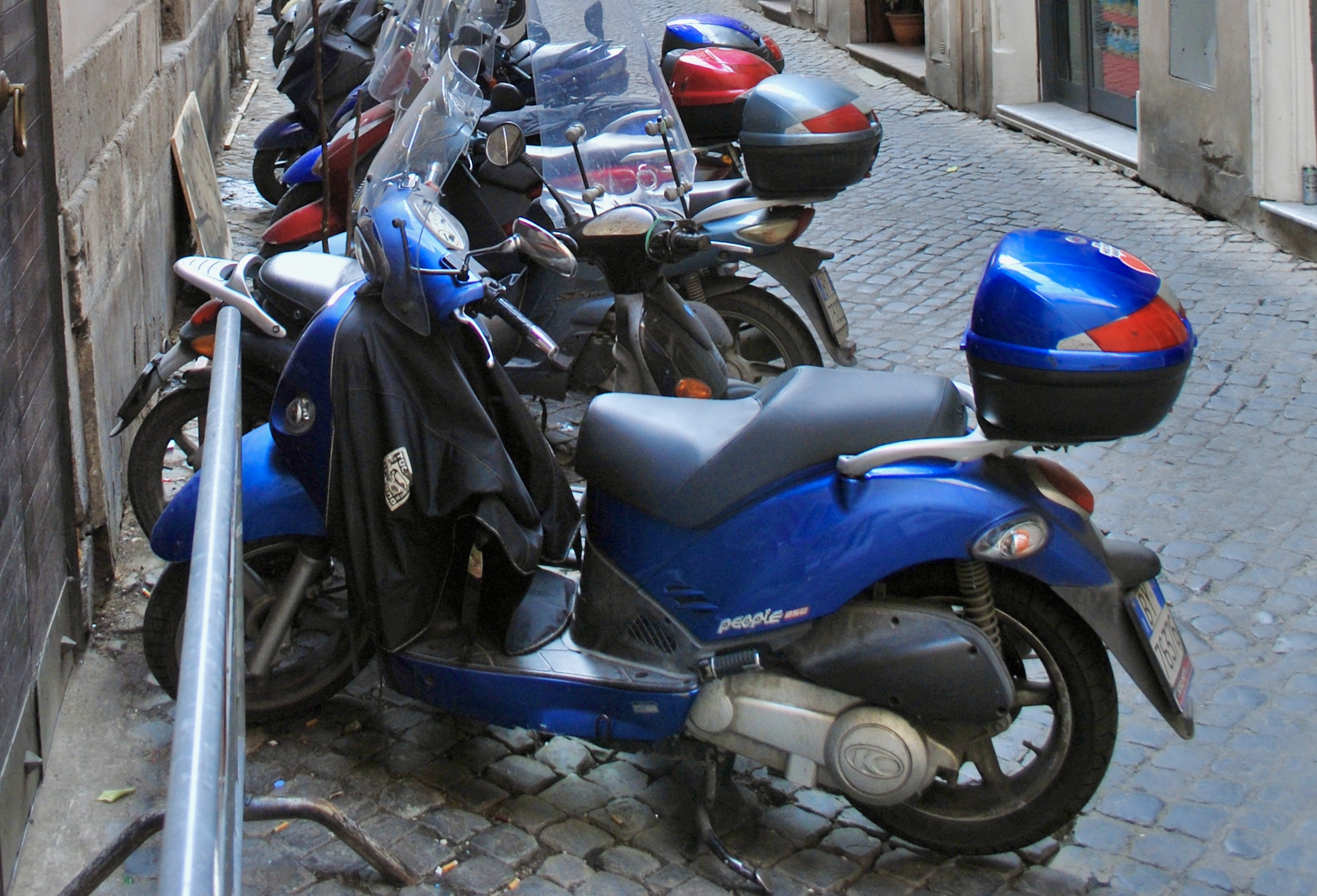
Il People 250

Presentato in forma di prototipo al salone di Monaco nel 2001 e successivamente a quello di Milano, il People 250 entra in produzione nei primi mesi del 2002 e si posiziona come modello all’apice della gamma People. Caratterizzato da un design “retró” specifico, possiede una ciclistica e un telaio specifico per supportare la nuova motorizzazione.
Il telaio è in tubi di acciaio e ha una forcella con steli da 37 mm di diametro con un’escursione di 115 mm, al posteriore è presente una coppia di ammortizzatori regolabili nel precarico molla ed escursione di 105 mm, gli pneumatici sono 110/70 anteriori e 140/70 posteriori con ruote a 5 razze da 16".
Il motore è un monocilindrico da 251 cm³ quattro tempi raffreddato a liquido che eroga 19,6 cv a 7250 giri/min e 19,6 Nm di coppia massima a 6500 giri/min. È omologato Euro 2.
Nella primavera del 2004 viene presentato un leggero restyling che ha portato in dote una nuova calandra a listelli cromati, nuova sella con imbottitura migliore, ridisegnati gli sfoghi aria del radiatore ora regolabili e venne migliorato l’assetto adottando nuovi cuscinetti di sterzo e una differente taratura della forcella.
Il 250 è uscito di produzione nel 2008.